# Sylvester (Looney Tunes)
 For alternative betydninger, se Sylvester. (Se også artikler, som begynder med Sylvester)
Sylvester J. Pussycat, Sr. er en tegnefilmsfigur, en antropomorf kat i tegnefilmserien Looney Tunes og Merrie Melodies  De fleste af hans optrædener i serien handler tit om at han jagter Pip, Speedy Gonzales.